# Drepanosticta trimaculata
Drepanosticta trimaculata is een libellensoort uit de familie van de Platystictidae, onderorde juffers (Zygoptera).
De wetenschappelijke naam van de soort is voor het eerst geldig gepubliceerd in 1939 door Lieftinck.